# The Duel (pel·lícula de 2000)
The Duel és una pel·lícula de comèdia de Hong Kong wuxia del 2000 dirigida per Andrew Lau i protagonitzada per Andy Lau, Ekin Cheng, Nick Cheung, Kristy Yang, Zhao Wei i Patrick Tam. La pel·lícula està adaptada de Juezhan Qianhou de la sèrie de novel·les Lu Xiaofeng de Gu Long. És conegut per la seva interpretació humorística de la història original i els seus efectes especials.

## Argument
Dragon Nine, un detectiu imperial, està de tornada després de concloure el cas del Fantasma Lladre. Es troba amb "Sword Saint" Yeh, que li demana que li digui a "Sword Deity" Simon que es trobi amb ell per a un duel la nit de lluna plena al terrat més alt del Palau Prohibit. La notícia del proper duel entre els dos grans espadaxins s'escampa com la pólvora i crida molt l'atenció, i la gent comença a apostar pel resultat final. L'Emperador envia Dragon Nine i la Princesa Fènix per evitar que el duel tingui lloc i investigar si es tracta d'una màscara per a algun complot sinistre.

## Repartiment
- Andy Lau com a Yeh Cool Son (Ye Gucheng)
- Ekin Cheng com a Snow Blower Simon (Ximen Chuixue)
- Nick Cheung com a Dragon Nine (Lu Xiaofeng)
- Zhao Wei com a Princesa Phoenix
- Kristy Yang com a Ye Ziqing (Sun Xiuqing)
- Tien Hsin com a Jade
- Patrick Tam com a Emperador
- Norman Chui com a "Thief Ghost" Ling Wun-hok
- Elvis Tsui com a Gold Moustache
- Jerry Lamb com a Dragon Seven
- Frankie Ng com a Dragon Five
- Ronald Wong Ban com a Dragon Six
- Lee Sheung-man com a Shek Tsi-lun
- Wong Yat-fei com a Ministre
- Liu Wei com a Eunuch Lau Tong
- Jing Gangshan com a Tong Fei
- Yin Xiaotian com a Tong Ngo
- Geng Le com a Yim Tsi-chun
- Yang Haiquan com a Siu Tsi-chung
- Liu Hongmei
- Hong Yingying
- Li Li
- Zhan Xiaonan